# Sutien

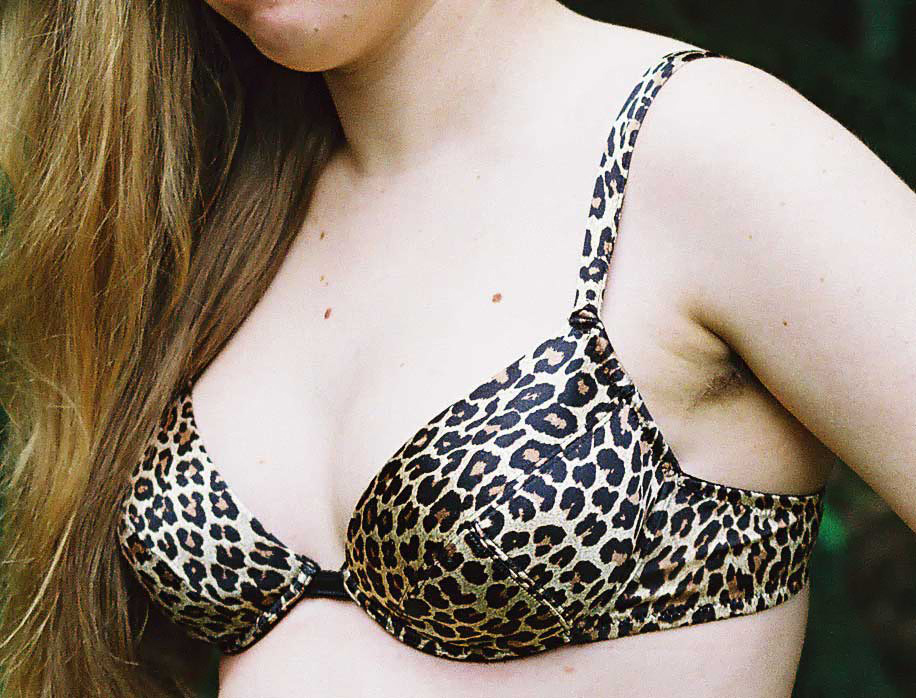
Sutien

Sutienul este un articol de vestimentație exclusiv feminin alcătuit din două cupe care acoperă sânii. Are rolul de a susține sânii, de a da altă formă siluetei și rol în apărarea pudorii.

## Mărimi
Introducerea acestui element în vestimentație este relativ recent. Pe 3 octombrie 1914, Mary Phelps a patentat un articol de lenjerie intimă care a deschis calea dezvoltării sutienelor. Cinematografia a contribuit în cea mai mare măsură la propagarea folosirii sutienelor.
În România se folosesc litere pentru desemnarea mărimilor cupei sutienelor, astfel:
- cupa A - bust mic
- cupa B - bust mijlociu
- cupa C - bust mare
- cupa D - bust foarte mare
- cupa DD - bust enorm

În alte țări, Japonia de exemplu, se folosesc următoarele mărimi:
- cupa AAA (5 cm)
- cupa AA (7,5 cm)
- cupa A (10 cm)
- cupa B (12,5 cm)
- cupa C (15 cm)
- cupa D (17,5 cm)
- cupa E (20 cm)
- cupa F (22,5 cm)
- cupa G (25 cm)
- cupa H (27,5 cm)
- cupa I (30 cm)

## Sutienul push-up

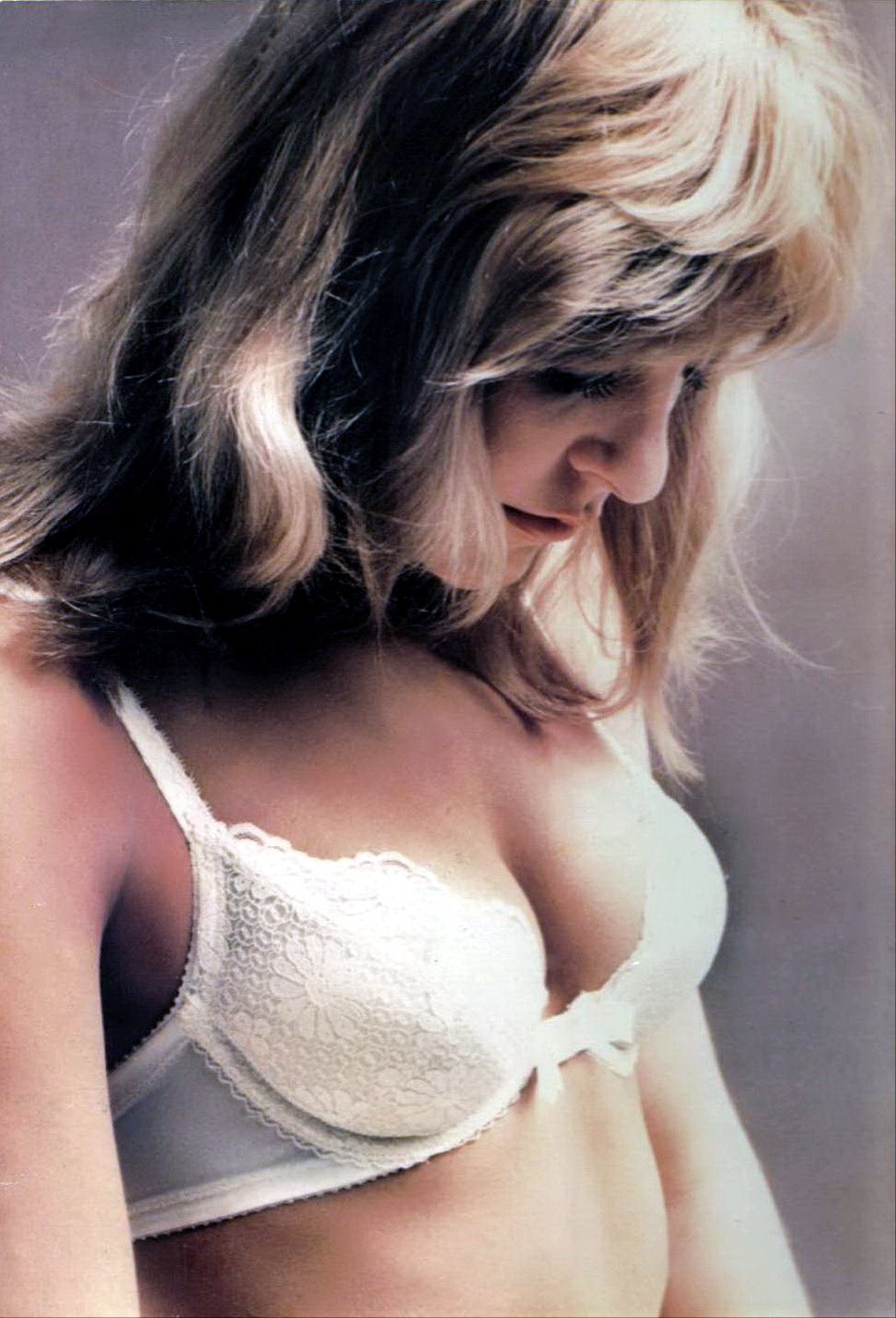

Sutienul push-up este construit astfel încât să ridice sânii și să-i apropie, în felul acesta înfrumusețând decolteul. Cele mai multe sutiene push-up conțin niște suporți realizați din burete sau material textil, dar sunt unele modele care conțin cupe umplute cu silicon. Diferența majoră între un sutien normal și unul push-up e plasarea bureților sub sâni, astfel încât aceștia să fie ridicați și împinși înainte.
Sutienul push-up, lansat pe piață de firma Wonderbra, a devenit celebru după ce Eva Herzigova a apărut în anii ‘90, într-o reclamă, având replica celebră "Bună băieți".
Sutienul, care oferă iluzia unui bust mai mare, s-a situat pe primul loc în topul realizat de 3.000 de cliente ale lanțului Debenhams, surclasând chiar și jeansii evazați.